# Cerisières
Cerisières ist eine französische Gemeinde mit 85 Einwohnern (Stand: 1. Januar 2022) im Département Haute-Marne in der Region Grand Est.  Sie gehört zum Kanton Bologne und zum Arrondissement Saint-Dizier. Die Bewohner werden Cerisièrois und Cerisièroises genannt.

## Lage
Die Gemeinde Cerisières liegt 20 Kilometer nördlich von Chaumont. Sie ist umgeben von folgenden Nachbargemeinden:
| Leschères-sur-le-Blaiseron | Rouécourt                                   | Gudmont-Villiers |
| Ambonville                 | Kompassrose, die auf Nachbargemeinden zeigt | Froncles         |
| Mirbel                     | Vignory                                     |                  |

## Bevölkerungsentwicklung
| Jahr                       | 1962 | 1968 | 1975 | 1982 | 1990 | 1999 | 2008 | 2019 |
| -------------------------- | ---- | ---- | ---- | ---- | ---- | ---- | ---- | ---- |
| Einwohner                  | 110  | 113  | 97   | 107  | 106  | 92   | 97   | 85   |
| Quellen: Cassini und INSEE |      |      |      |      |      |      |      |      |